# Salasc
Salasc é uma comuna francesa na região administrativa de Occitânia, no departamento de Hérault. Estende-se por uma área de 9 km². Em 2010 a comuna tinha 306 habitantes (densidade: 34 hab./km²).